# Église Saint-Michel de Novi Slankamen
Pour les articles homonymes, voir Église Saint-Michel.
L'église Saint-Michel de Novi Slankamen (en serbe cyrillique : Црква Светог Михаила у Новом Сланкамену ; en serbe latin : Crkva Svetog Mihaila u Novom Slankamenu) est une église catholique située à Inđija en Serbie, dans la province de Voïvodine. Construite en 1872, elle est inscrite sur la liste des monuments culturels de grande importance de la république de Serbie (identifiant no SK 1285). Église paroissiale, elle relève du diocèse de Syrmie.

## Présentation
L'église a été construite en 1862. Elle est constituée d'une nef unique prolongée par une abside à l'ouest ; le clocher se dresse à l'est du bâtiment et la sacristie au sud. Les façades sont sobrement décorées d'un soubassement, de pilastres et d'une corniche profilée ; le portail d'entrée est surmonté par un fronton triangulaire, tandis que le clocher est couronné par un toit pyramidal.
À l'intérieur seuls les autels sont sculptés et l'on peut y voir des motifs floraux. Le maître autel est orné d'un tableau représentant Saint Michel terrassant le démon, une œuvre du peintre de Novi Sad Imre Nitzkelety datant de 1868 ; les autels latéraux conservent des tableaux d'un artiste inconnu de la seconde moitié du XIXe siècle. Les fresques de l'église ont été réalisées par le maître de Zagreb Marko Antonini en 1899.